# Mounir al-Hajj
Mounir al-Hajj est un homme politique libanais, qui intègra jeune le parti Kataëb. Il fut membre de son bureau politique pendant de nombreuses années et un proche collaborateur de son fondateur, Pierre Gemayel.
En 1991, il fut l'un des députés qui furent nommés au Parlement libanais à la suite des Accords de Taëf pour remplir les sièges vacants et obtenir la parité de siège entre députés chrétiens et musulmans. Il obtient le siège maronite du Metn qu'occupait depuis 1970 l'ancien Président de la République Amine Gemayel. En 1992, les Kataëb décidèrent de boycotter les élections législatives et Hajj perdit son siège.

## Biographie
Il accéda à la présidence du parti Kataëb en 1999 après la mort de l'ancien chef du parti, Georges Saadeh. L'élection de Hajj coïncide avec l'influence grandissante des services syriens au sein de ce parti. Hajj se rapprocha alors des courants pro-syriens et afficha un soutien au Président de la République récemment élu, le Général Émile Lahoud.
Ce rapprochement avec les pro-syriens permit à Mounir al-Hajj d'être inclus sur la liste électoral du puissant vice-Premier ministre de l'époque, Michel Murr, pour les élections législatives de 2000 au Metn. Hajj perdit les élections et fut éliminé avec un autre colistier maronite, par les députés Nassib Lahoud et par Pierre Amine Gemayel, fils de l'ancien président, qui lançait un « Mouvement Réformateur » en marge du parti Kataëb, opposé à la ligne pro-syrienne du bureau politique.
La défaite de Hajj est aussi à imputer à son alliance contre nature avec les personnalités pro-syriennes les plus en vue, et ce contre la tradition souverainiste des militants, particulièrement l'alliance électorale avec le Parti social nationaliste syrien, éternel ennemi des Kataëb.
À la suite de cette débâcle électorale, la majorité des membres du bureau politique du parti commença à réclamer sa démission. Il ne retint que le soutien du député Kataëb élu sur la liste du Hezbollah, Nader Succar. Le parti se fissura alors et deux factions dissidentes se développèrent.
La première soutenait Amine Gemayel, l'ancien Président qui rentrait d'exil en juin 2000 et qui ambitionnait de reprendre le contrôle du parti fondé par son père. La seconde était menée par Karim Pakradouni, à l'époque vice-président des Kataëb, à qui les Syriens ont confié de prendre la tête du parti, après avoir été déçus du manque de leadership de Hajj.
De violents diatribles et insultes fusèrent alors dans les médias entre Pakradouni et Hajj mais les deux hommes s'allièrent soudain en 2001 pour modifier les statuts du parti et en écarter les partisans d'Amine Gemayel, afin d'assurer l'élection de Karim Pakradouni en successeur de Hajj ; une élection qui prit lieu en 2002.
Depuis, Mounir al-Hajj s'est retiré de la vie politique et a repris ses activités d'avocat.